# 伊斯梅利亚
伊斯梅利亚市（羅馬化：al-Ismāʻīlīyah；埃及阿拉伯語發音：[lesmæʕiˈlejjæ]）是埃及伊斯梅利亚省的省会和最大城市，位于埃及东北部，全市总面积约1442平方公里，人口约47万（包括郊区）。它位于苏伊士运河西岸, 大约在其北面的塞得港和其南面的苏伊士两座城市中间。运河在该市境内加宽，与提姆萨赫湖相连，再往南则与大苦湖相连，隔运河向东则是埃及的亚洲部分西奈半岛。它是苏伊士运河地区的中心城市、苏伊士运河管理中心所在地，被称为“运河女皇”，并且拥有大量的法国和英国在埃及殖民时期遗留下的住宅群。这些建筑物大部分仍然在被运河的职工和官员们所使用。该市拥有苏伊士运河沿岸三大港口（从北往南依次为塞得港、伊斯梅利亚港、苏伊士港，被称为“运河三城”、“运河三姐妹”。）之一，是依靠运河的水浇灌出来的花园城市，到处分布着椰枣树、草地和花园，有很多旅馆和酒店，市容干净整洁，环境安静优美，被誉为“埃及最美的城市”、“运河的新娘”。

## 行政区划
伊斯梅利亚市共分为三个区，是伊斯梅利亚省唯一分城区的城市：
- 第一区（频临苏伊士运河）
- 第二区（在第一区以西）
- 第三区（在第二区以西）

## 历史

### 古代史
伊斯梅利亚地区的历史是和整个埃及历史紧密相关的。
据《圣经·旧约》记载，在埃及第十九王朝法老拉美西斯二世时期，犹太人的祖先摩西率领在埃及受尽压迫的众犹太部落逃到现在的伊斯梅利亚地区，并用上帝耶和华赐予他的法杖划开红海，走出埃及本土，来到西奈半岛，上演了一出“出埃及记”。1000多年后的公元初年，耶稣一家（“神圣家庭”）避难埃及时，也是通过此地到达现在的开罗和上埃及的。然而这些只是传说而已。
据考古研究表明，伊斯梅利亚地区至少在中世纪以前就有人居往，原先被称为提姆萨赫村，意为“鳄鱼村”，曾相继被古埃及、亚述帝国、波斯帝国、亚历山大帝国、托勒密埃及、罗马帝国和拜占庭帝国所统治。公元641年阿拉伯帝国占领埃及，阿拉伯人把埃及作为一个行省，在这里传播伊斯兰教和阿拉伯语，使这里逐渐阿拉伯化、伊斯兰化。706年，阿拉伯语成为包括伊斯梅利亚在内的全埃及的通用语言。至9世纪中叶，绝大部分居民接受了伊斯兰化的风俗习惯。969年，法蒂玛王朝脱离巴格达哈里发的阿拔斯王朝正式独立，后又被阿尤布王朝然后是马穆鲁克王朝所取代。1517年埃及为奥斯曼土耳其帝国所占领，再次沦为行省。由于奥斯曼人皈依了伊斯兰教，所以他们在这里继续推行伊斯兰化政策。

### 近代史
1789年拿破仑·波拿巴领导下的法国军队占领埃及，埃及历史进入近代。但很快法国势力撤出，英国势力进入，逐渐把埃及变为“保护国”，实质上沦为了半殖民地。伊斯梅利亚就是在英国殖民统治时期建城的。

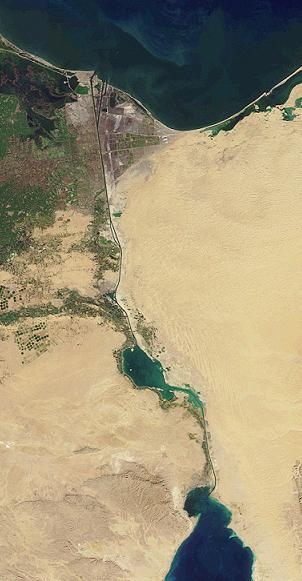
苏伊士运河地区卫星照片

1863年，英、法两国为了开通苏伊士运河，命前法国驻埃及领事、工程师斐迪南·德·雷赛布子爵在未开通的运河附近建一城市作为宿营地以便官员和工人们休息，于是，处于运河中心的提姆萨赫村被选中，在其基础上建城，并以当时名义上隶属于奥斯曼土耳其苏丹的埃及行省帕夏（总督）伊斯梅尔的名字命名，是为伊斯梅利亚建城与得名之始。随着运河的开凿，为解决工程所需淡水，从开罗以北挖渠，将尼罗河之水引至伊斯梅利亚，然后北上塞得港，南下苏伊士城，管理运河的国际苏伊士运河公司总部也设在这里。这样，作为运河地区管理中心的伊斯梅利亚逐步发展繁荣起来。
1928年3月，伊斯兰教苏菲派思想家哈桑·班纳在伊斯梅利亚城创建了“班纳运动”，后改称穆斯林兄弟会，会址在该城的一所古旧的房子里，1929年正式成立，使这里一度成为伊斯兰原教旨主义的传播中心。1932年兄弟会接受了苏伊士运河公司捐助的500埃镑，总部迁往开罗，但伊斯梅利亚仍为该会重要的据点。

### 现代史

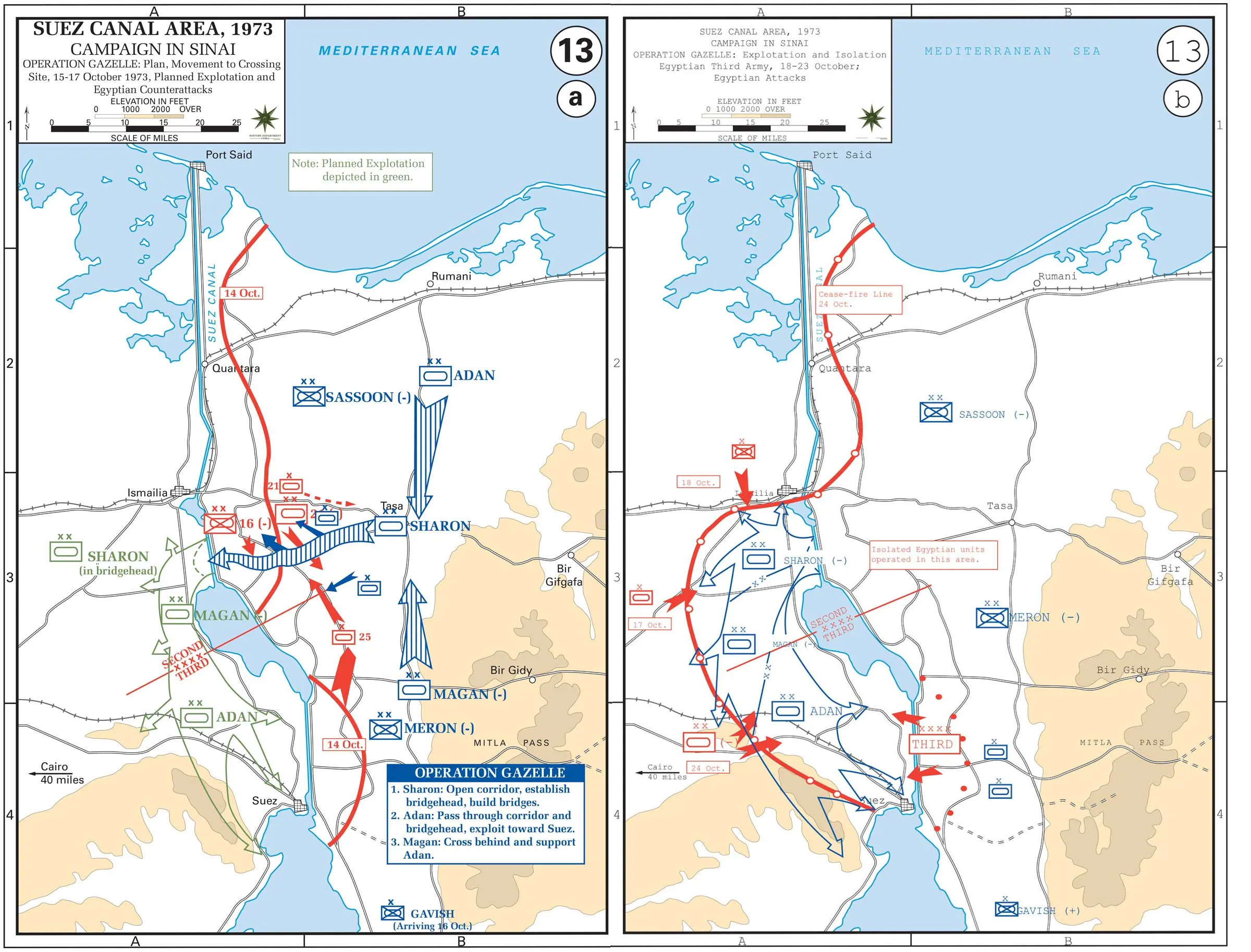
第四次中东战争苏伊士运河区后期战事示意图

伊斯梅亚地区在1956年以前是所谓“运河辖区”的一部分，建有西方殖民者控制运河的总部，并禁止埃及人随意入内。1952年埃及革命成功，成立阿拉伯埃及共和国。1956年6月13日英国军队根据与埃及政府达成的协议撤出运河辖区，但仍掌握运河管理权。同年7月26日，埃及总统纳赛尔宣布苏伊士运河国有化，并占领设在伊斯梅利亚的国际运河公司总部，自此伊斯梅利亚正式回归埃及，但在同年爆发的苏伊士运河战争（即第二次中东战争）中，这里成了重灾区。
伊斯梅利亚地区于1960年成为独立的伊斯梅利亚省，以伊斯梅利亚市为省会。在1967年的六月战争（即第三次中东战争）中，以色列军队占领西奈半岛，埃及被迫封锁运河，在包括伊斯梅利亚在内的运河西岸修筑堡垒。埃、以两军隔运河对峙，使伊斯梅利亚成了战场，以军每天向城里开炮，20万居民被迫迁往埃及各地，全市除兵营外几乎是一座空城，长达6年的“消耗战”战使该城的经济基础遭到严重破坏。到了1973年的斋月战争（即第四次中东战争）中，伊斯梅利亚又成了主战场，埃军就是通过这里强度运河，并突破以色列在运河东岸的巴列夫防线，胜负天平一度向埃及倾斜。但之后不久，以军扭转了被动局面并开始反攻，越过运河，打到南部，攻陷苏伊士城，向北攻入伊斯梅利亚省，但由于埃军的抵抗未能攻入伊斯梅利亚市区。
从第三次中东战争开始，苏伊士运河关闭了8年，直到1975年才重新开放，伊斯梅利亚便又繁荣起来，埃及政府还在这里设立了苏伊士运河管理局，把这里作为来往运河船只的中转站与整个运河地区的行政管理中心和指挥中心。

## 地理环境

### 地理位置
伊斯梅利亚市在埃及的地理位置见右图。
邻接（参见本条目首段伊斯梅利亚市在伊斯梅利亚省的位置图）：
- 东：苏伊士运河，隔河向东为桥东地区
- 南：法伊德地区
- 西南：大丘地区
- 西：东方省
- 北：桥西地区

### 气候环境
伊斯梅利亚的气候属于地中海式气候暖夏型副热带夏乾气候亚型，晴朗干热，夏季平均气温36.1℃，冬季平均气温11℃。

## 科教文体

### 教育
伊斯梅利亚市是苏伊士运河大学总部所在地, 该大学创建于1976年，主要生源来自苏伊士运河地区和西奈半岛地区，现在是全埃及发展最快的教育基地之一，并且拥有大量外国留学生。
不过伊斯梅利亚市和埃及其他城市一样，文盲很多，15岁以上市民的文盲率为37%。

### 体育
伊斯梅利亚的体育事业主要是足球，它拥有全埃及最著名的足球队之一伊斯梅利体育俱乐部足球队。
伊斯梅利体育俱乐部（阿拉伯語：نادي الإسماعيلي الرياضي）足球队获得了城市和政府的广泛支持，它的球迷圈子正在向其他埃及城市扩展。在埃及，球队的比赛表演被认为是一件大的政治问题，俱乐部必须要经过市政府的批准并接受其规定。该队力图减少参加国内比赛次数以参加更多的当地和国际比赛，但它的财政状况不允许它这么做。该队曾获得埃及足球甲级联赛冠军三次（1967年、1991年、2002年）、埃及足球杯冠军两次（1997年、2000年），非洲冠军联赛冠军一次（1969年）。
伊斯梅利国际体育场是伊斯梅利亚地区的一座正规体育场，是伊斯梅利足球队的主场，可容纳球迷40,500人，于1986年开放使用。

### 名人
- 克劳德·弗朗索瓦，法国流行乐歌手，1939年2月1日生于伊斯梅利亚。
- 奥斯曼·阿哈迈德·奥斯曼，埃及著名工程师、企业家和政治家，1917年4月6日生于伊斯梅利亚。

## 经济
农业和渔业是伊斯梅利亚最古老的经济活动，农业居主导地位，而该市的渔场位于苏伊士运河水道，水产品丰富，有鲻鱼、鲈鱼、鱿鱼、虾、蟹及一些软体动物等。畜牧业的发展前景也很广阔，
伊斯梅利亚的种植业也很发达，生产的优质作物有芒果、草莓、西红柿、花生、芝麻、橄榄和无核葡萄。
伊斯梅利亚的工业包括粮食加工业、拖拉机和发动机制造业和造船业。

## 旅游
伊斯梅利亚主要吸引埃及国内的游客，但它不是国际游客在埃及旅游的主要目的地，而是重要的休息地和中转站。由该市开车前往埃及首都开罗大约需要九十分钟。从该市出发，大约开四个小时的车就能到达西奈半岛南端的旅游胜地沙姆沙伊赫。如果要往东出埃及国境，乘车前往位于塔巴的塔巴边境通道和位于拉法的拉法边境通道都只需要大约4小时。
观光者在伊斯梅利亚可从事各种娱乐运动，如游泳、垂钓、赛船、溜冰、高尔夫、网球等。伊斯梅利亚还常被选为召开国际会议、体育比赛、文化活动和庆祝盛大节日举办地，每年都要在这里举办规模庞大的国际民间艺术节以及骑骆驼比赛、国际苏伊士运河游泳锦标赛等种类繁多的旅游宣传活动。

## 交通

### 公路
通过伊斯梅利亚的公路有四个方向，分别通往首都开罗、第二大城市亚历山大、第二大港塞得港和第三大港苏伊士港。

### 铁路
伊斯梅利亚是苏伊士运河铁路的中枢，埃及全国铁路的汇集点，有铁路通向首都开罗、塞得港和苏伊士。

### 水路
伊斯梅利亚位于苏伊士运河中部的西岸，水路向北通向塞得港，向南通向苏伊士港，十分便利。

### 航空
伊斯梅利亚市内没有机场，但在伊斯梅利亚省的法伊德地区有机场，离伊斯梅利亚市区很近。

## 姐妹城市
- 中华人民共和国江苏省苏州市，1998年3月3日缔结友好关系。
- 此外，伊斯梅利亚还有其他4个友好城市，分别在法国、摩洛哥、几内亚和印度尼西亚。